# Марінос Узунідіс
Марінос Узунідіс (грец. Μαρίνος Ουζουνίδης, нар. 10 жовтня 1968, Александруполіс) — грецький футболіст, що грав на позиції захисника. По завершенні ігрової кар'єри — тренер.
Виступав, зокрема, за клуб «Панатінаїкос», а також національну збірну Греції.
Дворазовий чемпіон Греції. Триразовий володар Кубка Греції. Дворазовий володар Суперкубка Греції. Чемпіон Кіпру. Чемпіон Кіпру (як тренер).

## Клубна кар'єра
У дорослому футболі дебютував 1986 року виступами за команду клубу «Аполлон» (Каламарія), в якій провів один сезон, взявши участь у 3 матчах чемпіонату. 
Протягом 1987—1992 років захищав кольори команди клубу «Шкода Ксанті».
Своєю грою за останню команду привернув увагу представників тренерського штабу клубу «Панатінаїкос», до складу якого приєднався 1992 року. Відіграв за клуб з Афін наступні п'ять сезонів своєї ігрової кар'єри. Більшість часу, проведеного у складі «Панатінаїкоса», був основним гравцем захисту команди. За цей час двічі виборював титул чемпіона Греції.
Згодом з 1997 по 2001 рік грав за французький «Гавр» та на батьківщині за «Паніліакос».
Завершив професійну ігрову кар'єру у кипрському клубі АПОЕЛ, за команду якого виступав протягом 2001—2003 років. За цей час додав до переліку своїх трофеїв титул чемпіона Кіпру.

## Виступи за збірну
1992 року дебютував в офіційних матчах у складі національної збірної Греції. Протягом кар'єри у національній команді, яка тривала 10 років, провів у формі головної команди країни 50 матчів, забивши 4 голи.

## Кар'єра тренера
Розпочав тренерську кар'єру невдовзі по завершенні кар'єри гравця, 2005 року, увійшовши до тренерського штабу клубу «Шкода Ксанті», де пропрацював з 2005 по 2006 рік.
2006 року став головним тренером команди АПОЕЛ, тренував нікосійську команду два роки. 2007 року привів її до перемоги у чемпіонаті Кіпру.
Згодом протягом 2008–2010 років очолював тренерський штаб клубу «Лариса». 2010 року прийняв пропозицію попрацювати у клубі «Іракліс». Залишив цей клуб 2011 року. Протягом 2011—2013 років очолював команди клубів «Шкода Ксанті» та «Платаніас».
Протягом одного року, починаючи з 2014, був головним тренером «Ерготеліса».
2015 року був запрошений керівництвом клубу «Паніоніос» очолити його команду, з якою пропрацював до 10 серпня 2016 року, коли його контракт було розірвано за згодою сторін.
2016 року очолив тренерський штаб команди «Панатінаїкос», змінивши на цій посаді італійця Андреа Страмаччоні. Прихід до команди тренера, який провів у ній найкращий період своєї ігрової кар'єри, був пов'язаний з його лояльністю до клубу і готовністю працювати в умовах обмеженого фінансування, адже керівництвом клубу було запроваджено стратегію економії витрат з метою покращення його фінансового стану. Пропрацював у клубі протягом двох сезонів, залишивши його у травні 2018 року по завершенні контракту.
25 травня 2018 року був призначений головним тренером чинного чемпіона Греції, клубу АЕК. Очолювана ним команда провалила груповий етап Ліги чемпіонів 2018/19, програвши усі шість матчів із сумарною різницею м'ячів 2:13. У національному чемпіонаті її результати також були нижче очікувань керівництва клубу, і в лютому 2019 року воно ухвалило рішення звільнити тренера.
З лютого по жовтень 2020 року знову працював на Кіпрі в клубі АПОЕЛ, звідки також був звільнений через незадовільні результати.  

## Титули і досягнення
| - Переможець Середземноморських ігор: 1991 - Чемпіон Греції (2): «Панатінаїкос»: 1994-95, 1995-96 - Володар Кубка Греції (3): «Панатінаїкос»: 1992-93, 1993-94, 1994-95 - Володар Суперкубка Греції (2): «Панатінаїкос»: 1993, 1994 - Чемпіон Кіпру (1): АПОЕЛ: 2001-02 - Володар Суперкубка Кіпру (1): АПОЕЛ: 2002 | - Чемпіон Кіпру (1): АПОЕЛ: 2006-07 - Володар Кубка Румунії (1): КС Університатя (Крайова): 2020-21 - Володар Суперкубка Румунії (1): КС Університатя (Крайова): 2021 |